# Анна Кареніна (фільм, 1948)
«Анна Кареніна» (англ. Anna Karenina, у Великій Британії також відомий під назвою «Анна Кареніна, Льва Толстого») — британський фільм режисера Жульєна Дювів'є, знятий в 1948 році за романом Льва Толстого «Анна Кареніна». У головній ролі знялася Вів'єн Лі. Александр Корда виступив продюсером фільму, в зйомках якого брала участь його кінокомпанія «London Films», дистриб'ютором фільму в США стала кінокомпанія «20th Century Fox». Сценарій став спільною роботою Жана Ануя, Жульєна Дювів'є і Гая Моргана, композитором фільму був Констант Ламберт, декоратором Андре Андрію (англ. André Andrejew) і оператором Анрі Алекан.

## Синопсис
Анна Облонська (Вів'єн Лі) одружується з Олексієм Кареніним (Ральф Річардсон), який більше цікавиться політикою, ніж дружиною. Анну кличе в Москву її брат Степан Облонський (Г'ю Демпстер), який картає себе за те, що зраджував своїй дружині Дарині, вона ж Доллі (Мері Керрідж). Анна нічним поїздом відправляється в Москву, під час поїздки знайомиться з графинею Вронською (Гелен Гейї). Під час бесіди графиня показує Анні портрет свого сина, графа Вронського (Кірон Мур). Вронський зустрічає на вокзалі свою матір і помічає Анну. Він намагається познайомитися з нею, однак Анна відмовляє йому. Незважаючи на це, Вронський продовжує свої спроби сподобатися Анні, хоча він знає, що вона одружена. Його дії обговорюють місцеві пліткарі. Про це дізнається Катерина (Кіті) Щербацька (Саллі Енн Гауес), їй подобається Вронський, і його поведінка засмучує Кіті. У той час Кіті переслідує Костянтин Левін (Ніл Макгінніс), він був нареченим Кіті, але був нею відкинутий після знайомства з Вронським. Після зради Вронського Кіті виходить одружується з Левіним.
Незабаром Анна повертається до Петербурга. Вронський каже всім, що він чоловік Анни — Анна в свою чергу не спростовує його слів. Про це йдуть чутки, і скоро про це повинен дізнатися чоловік Анни — Олексій Каренін. У той час Олексія більше хвилює його положення в суспільстві, ніж почуття дружини. Незабаром Олексій все дізнається і наказує дружині порвати з Вронським. Він загрожує Анні тим, що вона більше не побачить їхнього сина. Анна намагається порвати з Вронським, але відчуває що той подобається їй. Вона розлучається з Олексієм, а незабаром розуміє, що чекає дитину від Вронського. Після важких пологів Анна просить Олексія Кареніна про прощення, що він холодно приймає. Будучи великодушним людиною, він дозволяє Вронського відвідати Анну, якщо вона про це попросить. Ставши причиною скандалу, Вронський намагається накласти на себе руки. Анна намагається налагодити життя з Кареніним, але не може забути Вронського. Вона кидає Кареніна назавжди, залишаючи своїх дітей заради життя в Італії з Вронським. Але її сумніви в почуттях Вронського ростуть і в підсумку відштовхують його. Розуміючи, що вона втратила все, Анна кидається під поїзд …

## У ролях
- Вів'єн Лі — Анна Кареніна
- Ральф Річардсон — Олексій Каренін
- Кірон Мур — граф Олексій Кирилович Вронський, коханець Анни
- Г'ю Демпстер — Степан Аркадійович Облонський (Стіва), брат Анни
- Мері Керрідж[en] — Дар'я Олександрівна Облонська (Доллі)
- Марі Лор — княгиня Щербацька
- Франк Тікл — князь Щербацький
- Саллі Енн Говс — Катерина Олександрівна Щербацька (Кіті), пізніше — дружина Левіна
- Ніл Макгінніс — Констянтин Левін
- Майкл Гоф — Микола
- Гізер Тетчер — графиня Лідія Іванівна
- Гелен Гейі — графиня Вронська
- Джино Черві
- Остін Тревор[en]